# Achyrolimonia protrusa
Achyrolimonia protrusa là một loài ruồi trong họ Limoniidae. Chúng phân bố ở miền Cổ bắc.